# Episyron
Episyron is een geslacht van vliesvleugelige insecten van de familie spinnendoders (Pompilidae).

## Soorten
- E. albonotatum - witte roodpootspinnendoder (Vander Linden, 1827)
- E. arrogans (Smith, 1873)
- E. candiotum Wahis, 1966
- E. capiticrassum (Ferton, 1901)
- E. coccineipes (Saunders, 1901)
- E. funerarium (Tournier, 1889)
- E. gallicum (Tournier, 1889)
- E. levantinum Wahis, 1966
- E. rufipes (Linnaeus, 1758) - roodpotige kruisspinnendoder